# Captive NTFS
Captive NTFS — это открытый проект, начатый чешским программистом Яном Кратохвилом (чеш. Jan Kratochvil; род. 1979) с целью создания «программной обёртки» над оригинальными драйверами файловой системы NTFS из Windows NT для ОС Linux. Исторически первая реализация поддержки NTFS для Linux с возможностью как чтения, так и записи.

## Особенности
Captive NTFS не реализует поддержку NTFS самостоятельно, но использует для своей работы реализацию операционной системы из Windows NT, требуя наличие файла ntfs.sys. Ранее аналогичный подход был использован в проекте NTFSDOS.
29 декабря 2005 года автор выпустил версию 1.1.6.1 своего пакета. В ней была улучшена совместимость с ядром Linux благодаря замене интерфейса файловой системы пользовательского пространства LUFS на FUSE, который был включён в официальную ветку Linux с версии 2.6.14.
Однако, скорость операций с файловой системой при использовании этого драйвера оставляет желать лучшего. По результатам тестов на скорость чтения Captive уступает ReiserFS примерно в 150 раз.

## Прекращение поддержки
Данный проект больше не развивается. Последняя выпущенная версия: captive-1.1.7 (2006-01-26).
Он был вытеснен современным проектом NTFS-3G, появившимся летом 2006 года, который поддерживает безопасную запись файлов на приемлемой скорости.